# Колайський район
Колайський район (після 1944 року Азовський район; крим.: Qalay rayonı, Къалай районы; рос.: Колайский район, Азовский район) — скасована адміністративно-територіальна одиниця Кримської АРСР та Кримської області. Розташовувався на півночі півострова, степовому Криму, до узбережжя Сиваша. Займав частини території сучасних районів: схід Джанкойського та північно-західну частину Нижньогірського. Районним центром було село Колай, указом Президії Верховної Ради РРФСР № 621/6 від 14 грудня 1944 перейменоване в Азовське.
Район був утворений в 1935 році при розукрупненні Джанкойського району. Площа району на 1945 рік дорівнювала 777 км, на 15 червня 1960—771,1 км.

## Населення
За даними всесоюзного перепису населення 1939 року чисельність жителів району становила 16 767 осіб. Національний розподіл був таким:
| Національність  | Чисельність |
| --------------- | ----------- |
| Росіяни         | 7 203       |
| Кримські німці  | 2 906       |
| Євреї           | 2 017       |
| Українці        | 1 914       |
| Кримські татари | 1 799       |
| Вірмени         | 459         |
| Білоруси        | 122         |
| Греки           | 39          |

## Склад району
Згідно з указами Президії Верховної Ради РРФСР від 21 серпня 1945 і від 18 травня 1948 про перейменування населених пунктів, в район входили такі селища (без урахування неперейменованих):
| - Алейне - Антонінівка - Артезіанське - Ближнє - Бородіно - Будьонівка - Великий Кут - Великосілля - Верхні Отрожки - Видне - Володимирівка - Глібово - Гостинне | - Дворове - Дружба - Заливне - Защитне - Зоркіно - Калинівка - Клин - Коврово - Крайнє - Кунцево - Ларино - Лебедянка - Любимівка | - Майске - Межева - Михайлівка - Муромка - Ніжинське - Нижні Отрожки - Ново-Констянтинівка - Новосельцево - Ново-Федорівка - Озерки - Жовтень - Павловка - Піски | - Пешково - Пирогово - Польове - Прозоре - Просторе - Пшеничне - Рідне - Розівка - Світле - Сивашне - Слов'янське - Сливянка - Стальне | - Степанівка - Стефанівка - Табачне - Тихе - Толстово - Тюп-Абаш - Качине - Затишне - Хлібне - Чкалово - Шаги - Широке |

### Склад району на 1960 рік
Згідно з «Довідником адміністративно-територіального поділу Кримської області на 15 червня 1960 року» район такий склад:
- - Коврівська сільська рада

| - Великосілля - Дворове - Заливне | - Лугове - Любимівка - Муромка | - Піски - Пешково - Пшеничне | - Сливянка - Степанівка - Качине | - Чкалово |

- - Майська сільська рада

Ближнє, Защитне, Ларіно, Травневе, Жовтень, Пирогове, Польове.
- - Новосільцевська сільська рада

| - Амур - Гостинне - Зоркіно | - Кунцево - Межеве - Михайлівка | - Ніжинське - Світле - Табачне | - Затишне - Федорівка - Хлібне | - Шаги - Широке |

- - Просторненська сільська рада

| - Антонівка - Артезіанське - Благодатне - Бородіно | - Великий Кут - Верхні Отрожки - Володимирівка - Глібово | - Нижні Отрожки - Ново-Констянтинівка - Ново-Павлівка - Ново-Федорівка | - Озерки - Прозоре - Просторне - Рідне | - Сивашне - Слов'янське - Стальне - Стефанівка - Толстово |

Район був скасований указом Президії Верховної Ради УРСР «Про укрупнення сільських районів Кримської області» від 30 грудня 1962 року, села передано до складу Джанкойського та Нижньогірського районів.